# HD 123657
Étoile
HD 123657 est une étoile variable de la constellation du Bouvier, située à ∼ 619,76 a.l. (∼ 190 pc) de la Terre.